# Sara Isakovič
Sara Isakovič (Bled, 9 juni 1988) is een Sloveense zwemster en de winnares van het zilver op de 200 meter vrije slag tijdens de Olympische Zomerspelen 2008 in Peking. Ze nam driemaal op rij deel aan de Olympische Spelen: 2004, 2008 en 2012.

## Carrière
Isakovič maakte haar internationale debuut tijdens de Europese kampioenschappen kortebaanzwemmen 2003 in Dublin, op al haar afstanden werd ze uitgeschakeld in de series. 
Op de Europese kampioenschappen zwemmen 2004 in Madrid haalde ze de halve finale en werd uiteindelijk negende. Bij de Olympische Zomerspelen 2004 in Athene wist ze niet door de series te komen. 
Ze haalde wel de finale, vijfde op de 200 meter vrije slag, op de wereldkampioenschappen zwemmen 2005 in Montreal. 
Op de Europese kampioenschappen zwemmen 2006 in Boedapest was een achtste plaats op de 200 meter vrije slag haar beste resultaat. 
Met een zevende plaats op de 200 meter vlinderslag en een twaalfde op de 100 meter vlinderslag op de wereldkampioenschappen zwemmen 2007 in Melbourne, Australië liet Isakovič zien meer slagen te beheersen dan alleen de vrije slag.
Op de Europese kampioenschappen zwemmen 2008 in Eindhoven veroverde Isakovič de Europese titel op de 200 meter vrije slag. Ze versloeg olympisch kampioene Camelia Potec en de Hongaarse Ágnes Mutina. Ze behaalde daarnaast achtste plaatsen op de 100 meter vrije slag en 100 meter vlinderslag. Op de Olympische Zomerspelen 2008 in Peking behaalde ze een zilveren medaille op de 200 meter vrije slag achter Federica Pellegrini, die het wereldrecord brak, op de 100 meter vlinderslag eindigde ze als twintigste.

### 2009-heden
Tijdens de wereldkampioenschappen zwemmen 2009 in Rome werd Isakovič uitgeschakeld in de halve finales van de 200 meter vrije slag en in de series van de 100 meter vlinderslag. Op de 4x200 meter vrije slag strandde ze samen met Anja Klinar, Nina Sovinek en Nika Karlina Petrić in de series.
Op de Europese kampioenschappen zwemmen 2010 in Boedapest werd de Sloveens uitgeschakeld in halve finales van zowel de 100 als de 200 meter vlinderslag. Samen met Anja Klinar, Nina Cesar en Ursa Bežan eindigde ze als zevende op de 4x200 meter vrije slag, op de 4x100 meter wisselslag strandde ze samen met Anja Čarman, Tanja Šmid en Nina Sovinek in de series.
In Shanghai nam Isakovič deel aan de wereldkampioenschappen zwemmen 2011. Op dit toernooi werd ze uitgeschakeld in de halve finales van de 200 meter vrije slag, op zowel de 100 meter vrije slag als de 100 meter vlinderslag strandde ze in de series.
Tijdens de Europese kampioenschappen kortebaanzwemmen 2012 in Debrecen eindigde de Sloveense als vijfde op de 200 meter vrije slag, op de 100 meter vrije slag werd ze uitgeschakeld in de series. Samen met Anja Klinar, Ursa Bežan en Mojca Sagmeister sleepte ze de bronzen medaille in de wacht op de 4x200 meter vrije slag. Op de Olympische Zomerspelen 2012 in Londen strandde Isakovič in de halve finales van de 200 meter vrije slag en in de series van de 100 meter vlinderslag. Op de 4x200 meter vrije slag werd ze samen met Anja Klinar, Ursa Bežan en Mojca Sagmeister uitgeschakeld in de series.

## Internationale toernooien
| Jaar | Olympische Spelen                                                                | WK langebaan                                                   | WK kortebaan  | EK langebaan                                                                        | EK kortebaan                                               |
| ---- | -------------------------------------------------------------------------------- | -------------------------------------------------------------- | ------------- | ----------------------------------------------------------------------------------- | ---------------------------------------------------------- |
| 2003 |                                                                                  | geen deelname                                                  |               |                                                                                     | 28e 50m vrije slag 33e 100m vrije slag 22e 200m vrije slag |
| 2004 | 36e 50m vrije slag 26e 100m vrije slag 18e 200m vrije slag 16e 4x200m vrije slag |                                                                | geen deelname | 30e 50m vrije slag 9e 200m vrije slag 6e 4x200m vrije slag 9e 4x100m wisselslag     | 11e 100m vrije slag 5e 200m vrije slag 8e 400m vrije slag  |
| 2005 |                                                                                  | 20e 100m vrije slag 5e 200m vrije slag 14e 4x200m vrije slag   |               |                                                                                     | 16e 100m vrije slag 8e 200m vrije slag                     |
| 2006 |                                                                                  |                                                                | geen deelname | 15e 100m vrije slag 8e 200m vrije slag 13e 400m vrije slag                          | geen deelname                                              |
| 2007 |                                                                                  | 12e 100m vlinderslag 7e 200m vlinderslag                       |               |                                                                                     | geen deelname                                              |
| 2008 | 200m vrije slag · 20e 100m vlinderslag                                           |                                                                | geen deelname | 8e 100m vrije slag · 200m vrije slag · 8e 100m vlinderslag · serie 200m vlinderslag | geen deelname                                              |
| 2009 |                                                                                  | 13e 200m vrije slag 27e 100m vlinderslag 14e 4x200m vrije slag |               |                                                                                     | geen deelname                                              |
| 2010 |                                                                                  |                                                                | geen deelname | 9e 100m vlinderslag 13e 200m vlinderslag 7e 4x200m vrije slag 12e 4x100m wisselslag | geen deelname                                              |
| 2011 |                                                                                  | 31e 100m vrije slag 15e 200m vrije slag 33e 100m vlinderslag   |               |                                                                                     | geen deelname                                              |
| 2012 | 14e 200m vrije slag 31e 100m vlinderslag 14e 4x200m vrije slag                   |                                                                | geen deelname | 21e 100m vrije slag · 5e 200m vrije slag · 4x200m vrije slag                        | geen deelname                                              |

## Persoonlijke records
Bijgewerkt tot en met 13 augustus 2008
Kortebaan
| Afstand          | Tijd    | Datum            | Plaats      |
| ---------------- | ------- | ---------------- | ----------- |
| 100m vrije slag  | 54,86   | 23 januari 2005  | Berlijn     |
| 200m vrije slag  | 1.56,86 | 22 januari 2005  | Berlijn     |
| 400m vrije slag  | 4.06,07 | 12 november 2006 | Travagliato |
| 100m vlinderslag | 59,80   | 2 december 2007  | Kranj       |
| 200m vlinderslag | 2.13,20 | 23 november 2007 | Genua       |

Langebaan
| Afstand          | Tijd    | Datum            | Plaats    |
| ---------------- | ------- | ---------------- | --------- |
| 100m vrije slag  | 54,86   | 19 maart 2008    | Eindhoven |
| 200m vrije slag  | 1.54,97 | 13 augustus 2008 | Peking    |
| 400m vrije slag  | 4.06,37 | 12 juni 2008     | Kranj     |
| 100m vlinderslag | 58,68   | 9 augustus 2008  | Peking    |
| 200m vlinderslag | 2.07,05 | 6 juni 2008      | Rome      |